# Arthur C. Clarke
Sir Arthur Charles Clarke, CBE, (n. 16 decembrie 1917, Minehead, Anglia, Regatul Unit al Marii Britanii și Irlandei – d. 19 martie 2008, Colombo, Sri Lanka) a fost un scriitor de literatură științifico-fantastică, inventator și futurolog britanic. A fost comentator și gazdă a serialului britanic de televiziune Mysterious World. Pentru o bună perioadă de timp, Robert A. Heinlein, Isaac Asimov și Arthur C. Clarke au fost cunoscuți ca „Cei Trei Mari” din science fiction.
Clarke a servit în Royal Air Force ca instructor de radar și tehnician între anii 1941 - 1946. În anul 1945 a propus un sistem de comunicare global prin sateliți geostaționari, care a i-a adus medalia de aur Franklin Institute Stuart Ballantine Golden Medall în 1963. A fost președinte al Societății Britanice Interplanetare între 1947-1950 și din nou în 1953.
Clarke a emigrat în Sri Lanka în 1956, în mare măsură datorită interesului său în plonjarea submarină, descoperind ruinele subacvatice ale templului antic Koneswaram în Trincomalee. A fost ridicat la rang de cavaler de regina Elisabeta a II-a în 1998 și a fost primit cea mai înaltă onoare civilă în Sri Lanka, Sri Lankabhimanya, în 2005. A trăit în Sri Lanka până la moartea sa.
Opera sa de referință este romanul Odiseea spațială 2001, scrisă pe baza scenariului filmului cu același titlu împreună cu regizorul american Stanley Kubrick. Scenariul filmului se bazează pe o nuvelă publicată de autor în 1951, intitulată Sentinela.

## Biografie

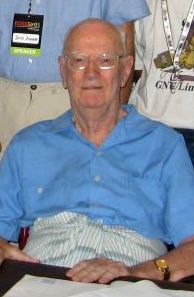
Arthur C. Clarke în 2008

Clarke s-a născut în Minehead, Somerset, Anglia. A copilărit la o fermă, printre activitățile sale preferate din acea perioadă numărându-se studiul stelelor și lectura vechilor reviste pulp SF americane. După învățământul secundar, la Huish Grammar School, a intrat în Consiliul de Educație, ca auditor de pensii.
În timpul celui de-Al Doilea Război Mondial a servit în Royal Air Force ca instructor de radar și a fost implicat în funcționarea primelor sisteme defensive radar care au contribuit la succesul RAF-ului în timpul Bătăliei Angliei. Clarke și-a petrecut cea mai mare parte a războiului lucrând la radarul pentru controlul de apropiere, după cum scrie în romanul său semi-autobiografică Glide Path. Deși acest sistem nu și-a dovedit utilitatea practică în timpul războiului, a fost vital în timpul blocadei Berlinului dintre 1948–1949. La început, Clarke a fost caporal instructor la No 9 Radio School RAF Yatesbury din Wiltshire, fiind avansat ca ofițer tehnic pe 27 mai 1943 și ofițer de zbor pe 27 noiembrie 1943. A devenit instructor-șef la RAF Honiley din Warwickshire și a fost lăsat în rezervă cu rangul de locotenent de zbor. După război, a obținut o diplomă în matematică și fizică la King's College London.
În anii care au urmat războiului, Clarke a fost membru în consiliul Societății Interplanetare Britanice (BIS) între anii 1946 și 1947 și din nou între 1951 și 1953. Deși nu a fost cel care a inventat conceptul de satelit geostaționar, una dintre contribuțiile sale importante a fost aceea că a sesizat importanța acestuia pentru telecomunicații. El a lansat această idee într-o publicație care a circulat printre membrii BIS în 1945, publicând-o ulterior în octombrie același an în Wireless World. Clarke a scris și o serie de cărți de non-ficțiune în care a descris detaliile tehnice și implicațiile sociale ale zborului spațial, printre cele mai importante numărându-se The Exploration of Space (1951) și The Promise of Space (1968). Ca o recunoaștere a contribuției sale, orbita geostaționară aflată la 36.000 de km deasupra ecuatorului a fost numită oficial orbita Clarke.

În timpul unei călătorii făcute în Florida în 1953, Clarke a întâlnit-o pe Marilyn Mayfield, o americancă de 22 de ani, divorțată și cu un copil, cu care s-a căsătorit imediat. După șase luni, cei doi s-au separat definitiv, dar divorțul a fost pronunțat abia în 1964. "Căsnicia a fost incompatibilă de la început", a spus Clarke. Clarke nu s-a recăsătorit, dar a fost prieten foarte apropiat cu un bărbat din Sri Lanka, Leslie Ekanayake, pe care l-a numit "cel mai bun priete de-o viață" în dedicația făcută la începutul romanului Fântânile Paradisului. Clarke este îngropat alături de Ekanayake, a cărui moarte a survenit cu trei decenii mai devreme, în cimitirul central din Colombo. În biografia despre Stanley Kubrick, John Baxter citează homosexualitatea lui Clarke ca motiv pentru schimbarea domiciliului său într-o țară ale cărei legi erau mult mai tolerante față de acest subiect, Sri Lanka. Ziariștilor care s-au întrebat dacă Clarke a fost homosexual li s-a spus: „Nu, doar puțin mai vesel.” Cu toate acestea, Michael Moorcock a scris: 
„Cu toții știau că e homosexual. În anii '50 ieșeam la băute cu iubitul lui. I-am întâlnit protejații, fie ei vestici sau estici, precum și familiile lor, oameni care nu aveau decât cuvinte de laudă pentru bunătatea lui. Așa absorbit de sine și abstinent cum era, se dovedea un gentleman desăvârșit.”
Într-un interviu apărut în numărul din iulie 1986 al revistei Playboy, Clarke a răspuns "Normal. Cine n-a avut?" la întrebarea dacă a avut experiențe bisexuale. În necrologul său, prietenul lui Clarke Kerry O'Quinn a scris: „Da, Arthur era homosexual ... Așa cum mi-a spus o dată Isaac Asimov, 'Cred că pur și simplu a descoperit că preferă bărbații.' Arthur nu a făcut vâlvă pe marginea sexualității sale - nu acesta era elementul principal al vieții lui - dar, dacă era întrebat, răspundea deschis și sincer.” 
Clarke a întreținut o colecție vastă de manuscrise și memorii personale, păstrate de fratele său Fred Clarke în Taunton, Somerset, Anglia, denumită "Clarkives". Clarke a declarat că unele dintre jurnalele sale intime nu vor fi publicate decât la 30 de ani de la moartea sa. Întrebat de ce le-a sigilat, el a răspuns „Păi, s-ar putea să conțină unele lucruri jenante.”

## Cariera scriitoricească

Cariera scriitorului

Clarke a avut puține povestiri publicate în fanzine între 1937 și 1945, prima sa vânzare profesionistă apărând în Astounding Science Fiction în 1946: "Loophole" a fost publicată în aprilie, în timp ce "Rescue Party" - prima povestire vândută - a fost publicată în mai. În paralel cu activitatea de scriitor, Clarke a lucrat pentru scurt timp ca editor asistent la Science Abstracts (1949), înainte de a se dedica în întregime scrisului începând cu anul 1951. Clarke a contribuit și la seria Dan Dare publicată în Eagle, primele trei romane pe care le-a publicat fiind dedicate copiilor.
Între anii '40 și '50, Clarke a susținut o corespondență cu C. S. Lewis, cu care s-a și întâlnit o dată într-un bar din Oxford, „The Eastgate”, pentru a discuta despre science fiction și călătoriile spațiale. La moartea lui Lewis, Clarke i-a adus un omagiu deosebit, declarând că trilogia Ransom este una dintre puținele opere de science fiction care poate fi considerată literatură.
În 1948 a scris "Sentinela" pentru un concurs lansat de BBC. Deși povestirea a fost respinsă, a schimbat cursul carierei lui Clarke. Nu numai că ea a stat la baza Odiseii spațiale 2001, dar a introdus și o abordare comică în opera lui Clarke. Multe dintre operele ulterioare ale lui Clarke au prezentat o omenire avansată tehnologic dar măcinată de prejudecăți confruntată cu o inteligență extraterestră superioară. În cazul romanelor Orașul și stelele (și a versiunii sale originale, Against the Fall of Night), Sfârșitul copilăriei și a seriei 2001, aceste întâlniri au produs un salt conceptual care a accelerat drumul omenirii către un nou stadiu de evoluție. În biografia autorizată de Clarke, Neil McAleer scrie că "mulți cititori și critici încă mai consideră [Sfârșitul copilăriei] a fi cel mai bun roman al lui Arthur C. Clarke."
Clarke a locuit în Sri Lanka din 1956 până la moartea sa, survenită în 2008, emigrând acolo pe vremea când încă se mai numea Ceylon, mai întâi pe coasta sudică, în Unawatuna, mutându-se ulterior în Colombo. Guvernul srilankez i-a conferit lui Clarke statutul de rezident în 1975. El a fost un scuba-diver pasionat și membru al Underwater Explorers Club. În afara scrisului, Clarke a pus la punct câteva explorări subacvatice împreună cu partenerul său, Mike Wilson. În 1956, în timpul unei scufundări, Wilson și Clarke a dat peste ruine și sculpturi aparținând templului scufundat Koneswaram — cuprinzând coloane sculptate cu flori și pietre în formă de cap de elefant. Printre alte descoperiri se numără și obiecte de artă Chola din sanctuarul original, aceste descoperiri fiind descrise de Clarke în cartea sa din 1957 The Reefs of Taprobane. În 1961, pe când filma reciful Great Basses, Wilson a găsit o epavă pe care a descoperit monede de argint. Planurile de a realiza o scufundare pe epavă în anul următor au fost anulate când Clarke a început să dezvolte o formă de paralizie diagnosticată ulterior ca poliomielită. Un an mai târziu, Clarke a asistat la explorarea epavei de pe țărm și de la suprafață. Nava, identificată ulterior ca aparținând împăratului mogul Aurangzeb, conținea saci cu rupii de argint, tunuri și alte artefacte, documentate atent - elemente care au stat la baza cărții The Treasure of the Great Reef. Viața în Sri Lanka și studiul istoriei acestei țări i-a furnizat autorului informații pe care le-a folosit în romanul Fântânile Paradisului, în care descrie un lift spațial. Acesta, credea el, va determina renunțarea la rachete pentru accesul pe orbită și, mai mult decât sateliții geostaționari, vor constitui moștenirea sa științifică supremă.
Numeroasele sale predicții au culminat în 1958 cu scrierea unei serii de eseuri care aveau să devină Profiles of the Future, carte publicată în 1962. O cronologie până în anul 2100 descrie invenții și idei care includ concepte de genul "bibliotecii globale", proiect realizabil până în 2005. Aceeași operă conține "Prima Lege a lui Clarke" și textul care avea să stea la baza celor trei legi ale lui Clarke în edițiile ulterioare.

## Ultimii ani
La începutul anilor '70, Clarke a semnat un contract pentru trei cărți, ceea ce a constituit un record la acea vreme pentru un scriitor SF. Prima dintre aceste cărți a fost Rendezvous cu Rama, apărută în 1973, care a câștigat toate premiile principale ale genului și a dat naștere unei serii care, alături de seria 2001, a format scheletul carierei sale ulterioare.
Într-un interviu înregistrat în 1974 de Australian Broadcasting Corporation, Clarke a fost întrebat cum crede el că va schimba viitorul individual existența calculatorului și cum va arăta viața în jurul anului 2001. Clarke a prezis atunci o serie de lucruri care au devenit realitate, printre care se numără Internet banking-ul și cumpărăturile online. Răspunzând la întrebarea în ce fel va fi diferită viața fiului intervievatorului, Clark a spus: „Va avea, în casa lui, nu un calculator așa de mare ca acesta, [arată spre cel mai apropiat calculator], ci o consolă cu care va vorbi, prin intermediul calculatorului local și va obține toate informațiile de care are nevoie în viața cotidiană, cum ar fi situația bancară, rezervările la teatru, toate informațiile de care ai nevoie în cursul vieții în societatea noastră modernă complexă se vor găsi în casa lui ... și i se vor părea la fel de firești cum ni se pare nouă telefonul.”
În anii '80, Clarke a devenit cunoscut multora prin intermediul programelor sale de televiziune Arthur C. Clarke's Mysterious World, Arthur C. Clarke's World of Strange Powers și Arthur C. Clarke's Mysterious Universe. În 1986 a fost numit Grand Master de către Science Fiction Writers of America. În 1988 a fost diagnosticat cu sindrom post-poliomielitic și, pentru cea mai mare a vieții, a avut nevoie de un scaun cu rotile. Timp de mulți ani, Clarke a fost vice-patron al organizației British Polio Fellowship.
În 1989, Clarke a devenit Comandant al Ordinului Imperiului Britanic (CBE) "pentru servicii culturale aduse Marii Britanii în Sri Lanka". În același an a devenit primul Consilier al Universității Spațiale Internaționale, funcție deținută până în 2004, iar între 1979 și 2002 a fost Consilier al Universității Moratuwa din Sri Lanka.
În 1994, Clarke a apărut într-un film SF, Without Warning - o producție americană despre un scenariu apocaliptic al primului contact cu o rasă extraterestră prezentat sub forma un fals buletin de știri -, în care a interpretat propriul rol. Clarke a devenit o personalitate activă în lupta pentru protejarea gorilelor, devenind patronul Organizației Gorilelor. Când mineritul pentru tantalul necesar producătorilor de telefoane celulare a amenințat gorilele în 2001, el le-a susținut cauza.
Pe 26 mai 2000 el a fost numit Cavaler "pentru servicii aduse literaturii" în cadrul unei ceremonii ținute în Colombo. Premiul fusese anunțat încă din 1998, dar investirea a fost amânată la cererea lui Clarke, care fusese acuzat de pedofilie de tabloidul britanic The Sunday Mirror. Poliția din Sri Lanka a demonstrat că acuzația era nefondată. Conform celor de la The Daily Telegraph (Londra), Mirror și-a cerut ulterior scuze, iar Clarke nu i-a dat în judecată pentru defăimare. După încheierea acestei afaceri, Clarke a fost ridicat la rangul de cavaler.
Deși nici el, nici locuința sa nu au fost afectați de tsunamiul provocat de Cutremurul din Oceanul Indian din 2004, "Școala de scufundări Arthur C. Clarke" din Hikkaduwa a fost distrusă. El a lansat apeluri umanitare, iar Fundația Arthur C. Clarke a ajutat la realizarea unor sisteme mai bune de notificare a dezastrelor. Școala a fost reconstruită ulterior.
În septembrie 2007 a trimis o urare video pentru zborul spre Iapetus (care joacă un rol important în 2001: O odisee spațială) a sondei spațiale Cassini-Huygens lansată de NASA. În decembrie 2007, cu ocazia celei de-a 90-a aniversări, Clarke a înregistrat un mesaj video pentru prietenii săi, în care își lua rămas bun de la ei.
Clarke a decedat în Sri Lanka pe 19 martie 2008 în urma unei insuficiențe respiratorii, așa cum a declarat unui dintre asistenții săi, Rohan de Silva. Asistentul său a descris cauza complicațiilor respiratorii și a problemelor cardiace ca fiind efectul sindromului post-poliomielitic.
Cu câteva zile înaintea morții, el a revizuit manuscrisul ultimei sale opere, Ultima teoremă, la care colabora prin e-mail cu Frederik Pohl. Cartea a fost publicată după moartea lui Clarke. Clarke a fost înmormântat în Colombo pe 22 martie, în stilul tradițional srilankez. Fratele său mai mic, Fred Clarke, și familia sa adoptivă srilankeză s-au numărat printre miile de persoane prezente la ceremonie.

## "Cei Trei Mari"
Mare parte din a doua jumătate a secolului al XX-lea, Clarke, Isaac Asimov și Robert Heinlein au fost numiți "Cei Trei Mari" din rândul scriitorilor SF. Clarke și Heinlein au început să corespondeze după publicarea cărții The Exploration of Space în 1951, întâlnindu-se pentru prima dată față în față un an mai târziu. Au rămas în termeni cordiali timp de mulți ani, vizitându-se reciproc în Statele Unite și Sri Lanka. În 1984, Clarke a depus mărturie în fața Congresului împotriva Inițiativei Strategice de Apărare (SDI). Ulterior, în locuința din californiană a lui Larry Niven, Heinlein l-a atacat verbal pe Clarke în legătură cu opiniile sale legate de politica internațională și spațială a Statelor Unite (în special problemele care țineau de SDI). Deși cei doi s-au împăcat formal, relațiile lor au rămas reci până la moartea lui Heinlein, survenită în anul 1988.
Clarke și Asimov s-au întâlnit pentru prima dată în New York City în 1953 și și-au trimis reciproc insulte și ironii familiare timp de decenii. Ei au pus la punct o convenție verbală, "Tratatul Clarke–Asimov", conform căreia, la întrebarea care dintre ei este cel mai bun, să-l numească pe Clarke cel mai bun scriitor de literatură științifico-fantastică și pe Asimov cel mai bun scriitor de literatură științifică. În 1972, Clarke a pus „tratatul” pe hârtie în dedicația scrisă la Report on Planet Three and Other Speculations.

## Opinii

### Despre religie
Tema religiei și a spiritualității apare în majoritatea scrierilor lui Clarke. El a spus: "Orice drum spre cunoaștere este un drum spre Dumnezeu - sau Realitate, depinde ce termen preferăm să folosim." El s-a descris ca fiind "fascinat de conceptul de Dumnezeu". J. B. S. Haldane, spre sfârșitul vieții lui, a sugerat într-o scrisoare către Clarke că acesta ar trebui să primească un premiu în teologie pentru faptul că este unul dintre puținii oameni care scriu lucruri noi pe această temă, mergând până acolo încât a declarat că, dacă scrierile lui Clarke nu ar fi conținut atât de multe puncte de vedere teologice contradictorii, ar fi devenit o amenințare. Când a intrat în Royal Air Force, Clarke a insistat ca în fișa lui să scrie "panteist", nu anglican, iar într-un eseu din 1991, intitulat "Credo", s-a descris ca fiind un neopozitivist încă de la vârsta de zece ani. În 2000, Clarke a declarat unui ziar srilankez, The Island, că "nu cred în Dumnezeu sau în viața de apoi", identificându-se ca ateu. El a fost laureat ca umanist de către Academia Internațională Umanistă. El s-a mai descris și ca fiind "cripto-budist", insistând că budismul nu este o religie. În primii ani de viață a arătat un interes scăzut față de religie, descoperind, de exemplu, că soția sa era presbiteriană abia după câteva luni de la căsătorie.
Un citat faimos din Clarke este deseori menționat: "Cea mai mare tragedie din întreaga istorie a omenirii ar putea fi jefuirea moralității de către religie." În 2004, a fost citat de Popular Science ca declarând despre religie că este "cel mai nociv și persistent dintre toate virusurile mentale. Ar trebui să scăpăm de el cât de repede putem." Într-un „dialog despre om și lumea sa” de trei zile cu Alan Watts, Clarke a afirmat că este părtinitor contra religiei și a spus că nu poate ierta religiile pentru ceea ce el consideră inabilitatea lor de a a preveni atrocitățile și războaiele de-a lungul timpului. Într-o reflectare a dialogului în care a folosit termenul "omenire", introducerea la penultimul episod din Mysterious World, intitulat "Strange Skies", Clarke a declarat: "Uneori privesc universul ca pe o mașină proiectată în scopul uimirii perpetue a astronomilor." Spre sfârșitul aceluiași episod, a cărui ultimă parte se referea la Steaua de la Betleem, a afirmat că teoria sa preferată era cea conform căreia ar fi fost vorba despre un pulsar. Ținând cont că pulsarii au fost descoperiți în intervalul scurs de la scrierea povestirii "Steaua" (1955) până la realizarea emisiunii Mysterious World (1980) și luând în considerare descoperirea recentă a pulsarului PSR B1913+16, a spus: "Ce romantic ar fi ca, chiar și acum, să auzim vocea muribundă a unei stele care a constituit stindardul erei creștine."
Clarke a lăsat instrucțiuni scrise legate de funeraliile sale: "Funeraliile mele nu trebuie să fie legate de niciun ritual religios al vreunei religii sau credințe."

### Despre fenomenele paranormale
De la începuturile carierei sale, Clarke a fost fascinat de paranormal și a declarat că acesta a constituit una dintre sursele de inspirație ale romanului Sfârșitul copilăriei. Amintind de numeroasele promisiuni paranormale care s-au dovedit a fi înșelăciuni, Clarke a vorbit despre transformarea deschiderii sale inițialeîntr-un „scepticism aproape total” la data scrierii biografiei sale din 1992. În timpul interviurilor acordate în 1993 și între anii 2004–2005, el a declarat că nu crede în reîncarnare, menționând că nu există vreun mecanism care s-o facă posibilă, dar a adăugat: „Mereu îl parafrazez pe J. B. S. Haldane: 'Universul nu e doar mai ciudat decât ni-l imaginăm, dar e chiar mai ciudat decât ni-l putem imagina.'” El a descris ideea reîncarnării ca fiind fascinantă, dar era adeptul teoriei vieții finite.
Clarke a fost suficient de bine cunoscut pentru serialele în care investiga fenomene paranormale, Arthur C. Clarke's Mysterious World (1980), Arthur C. Clarke's Mysterious Universe (1985) și Arthur C. Clarke's World of Strange Powers (1994), pentru a fi parodiat în episodul "Big Foot" al serialului britanic de comedie The Goodies, în care programul său ar fi fost anulat pentru că el, Clarke, nu ar exista.

## Teme, stil și influențe
Opera lui Clarke este marcată de o viziune optimistă asupra modului în care știința va ajuta omenirea să exploreze sistemul solar și oceanele lumii. Imaginile pe care le evocă despre viitor prezintă deseori un cadru utopic cu o tehnologie, o ecologie și o societate  avansate care au la bază idealurile autorului.
Primele povestiri publicate de el conțin deseori extrapolări ale inovațiilor sau descoperirilor științifice de excepție care stau la baza propriei societăți decadente.
O temă recurentă în opera lui Clarke o reprezintă ideea că evoluția unei specii inteligente îi va face pe membrii acesteia similară unor zei. Această temă a fost explorată în romanuldin 1993, Sfârșitul copilăriei, și atinsă în treacăt în romanul Imperial Earth. Ideea transcendenței prin intermediul evoluției pare să fi fost influențată de Olaf Stapledon, care a scris o serie de cărți care tratează această temă. Despre cartea din 1930 a lui Stapledon, Last and First Men, Clarke a declarat că "nicio altă carte nu a avut o influență mai mare asupra vieții mele ... [Ea] și continuarea ei, Star Maker (1937), reprezintă apogeul carierei literare [a lui Stapledon]".

## Scenarii adaptate

### 2001: O odisee spațială
Prima experiență a lui Clarke în domeniul filmului a fost Odiseea spațială 2001, în regia lui Stanley Kubrick. Kubrick și Clarke se întâlniseră în New York City în 1964 pentru a discuta despre posibilitatea colaborării la un proiect în industria filmului. Pe măsură ce ideea a prins contur, ei s-au decis să plece de la povestirea lui Clarke Sentinela, scrisă în 1948 pentru un concurs al celor de la BBC. Inițial, Clarke a fost desemnat să scrie scenariul filmului, dar în timpul uneia dintre ședințele lor, Kubrick a sugerat ca, înaintea începerii scenariului propriu-zis, să-și dea frâu liber imaginației scriind întâi un roman care să stea la baza filmului. Astfel, spre sfârșit, romanul și scenariul au ajuns să fie scrise în paralel, ambele primind feedback. „Așa că am trăit adesea experiența neobișnuită de a revizui manuscrisul după ce vedeam filmările zilnice bazate pe o versiune anterioară a povestirii - un mod stimulativ, deși mai degrabă costisitor, de a scrie un roman." Romanul a fost publicat la câteva luni după lansarea filmului.
Datorită programului impus de producerea filmului, lui Kubrick și lui Clarke le-a fost destul de dificil să colaboreze la carte. Clarke a terminat o primă versiune a romanului în 1964, intenționând să o publice în 1965, înainte de lansarea filmului, programată pentru 1966. După multe amânări, filmul a fost lansat în primăvara anului 1968, înaintea finalizării cărții. Cartea a fost considerată în întregime opera lui Clarke, ceea ce a creat impresia că romanul era o novelizare a filmului de care Kubrick ar fi profitat pentru a submina paternitatea lui Clarke asupra subiectului. Acesta este unul dintre motivele pentru care o serie de detalii diferă între film și carte. Dacă filmul conține puține explicații ale evenimentelor, Clarke a oferit în roman explicații ale cauzelor și efectelor acestora. James Randi și-a amintit ulterior că, după ce a participat la premiera filmului 2001, Clarke a părăsit înlăcrimat cinematograful la pauză după ce a vizionat o scenă de unsprezece minute (care nu a apărut în versiunea difuzată pe piață) în care un astronaut face jogging în nava spațială, o idee a lui Kubrick de a arăta publicului ce plicticoasă poate fi călătoria spațială.
În 1972, Clarke a publicat The Lost Worlds of 2001, în care apar amintirile sale despre producție și versiuni alternative ale scenelor cheie. "Ediția specială" a romanului Odiseea spațială (lansată în 1999) conține o introducere scrisă de Clarke, în care prezintă detalii legate de evenimentele care au condus la lansarea romanului și a filmului.

### 2010
În 1982, Clarke a continuat epopeea 2001 cu 2010: A doua odisee. Și acest roman a fost ecranizat, cu titlul 2010, în regia lui Peter Hyams, difuzarea fiind programată pentru 1984. Din cauza climatului politic din America anilor '80, filmul prezintă tema Războiului Rece, profilarea tensiunilor războiului nuclear fiind absentă din roman. Filmul nu a fost considerat la fel de revoluționar sau de artistic ca 2001, dar recenziile au fost favorabile.
Corespondența pe e-mail purtată de Clarke cu Hyams a fost publicată în 1984. Intitulat The Odyssey File: The Making of 2010 și avându-l ca și coautor pe Hyams, el ilustrează fascinația pentru mediul pe atunci aflat în stadiu de pionierat al comunicării electronice, precum și utilizarea acestuia pentru discuții aproape zilnice pe marginea planificării și producerii filmului între cei doi autori aflați în colțuri opuse ale lumii. Cartea cuprinde și lista personală a lui Clarke legată de cele mai bune filme SF realizate vreodată.
Clarke apare în film, prima dată în rolul omului care hrănește porumbeii în timp ce Dr. Heywood Floyd este prins într-o conversație în fața Casei Albe. Ulterior, în scena spitalului în care apare mama lui David Bowman, se vede coperta unui număr din Time în care Clarke este președintele american și Kubrick premierul sovietic.

### Rendezvous cu Rama
Opțiunea pentru ecranizarea romanului laureat al lui Clarke Rendezvous cu Rama (1972) a fost achiziționată cu decenii în urmă, dar proiectul se afla încă în lucru în 2012. La începutul anilor '2000, actorul Morgan Freeman și-a exprimat dorința de a realiza un film bazat pe Rendezvous cu Rama. După ce proiectul s-a blocat din cauza dificultăților de finanțare, după cum a declarat Freeman, se pare că lucrările s-ar fi reluat în 2013, dar nu se știe nimic cu precizie. Filmul al fi trebuit să fie produs de compania lui Freeman, Revelations Entertainment, încă din 2001 anunțându-se pagina de web a companiei că David Fincher va regiza Rama. După ce ani de zile nu s-a întâmplat nimic, Fincher a declarat într-un interviu acordat în 2007 (în care își afirmă și convingerea că romanul a influențat filmele Alien și Star Trek: Filmul) că încă face parte din proiect. Site-ul Revelations a menționat că Stel Pavlou ar fi scris adaptarea.
Către sfârșitul anului 2008, Fincher și-a declarat îndoiala că filmul va mai fi realizat. "Se pare că nu se va întâmpla. Nu există niciun scenariu și, după cum știți, starea sănătății lui Morgan Freeman nu e tocmai bună în acest moment. Am încercat să-l facem, dar probabil că nu se va întâmpla." Cu toate acestea, în 2010 s-a anunțat că filmul încă se află în planurile de realizare, atât Freeman cât și Fincher menționând că încă sunt în căutarea unui scenariu potrivit.

## După2001
Cea mai faimoasă carte a lui Clarke, 2001: O odisee spațială, a mers mai departe ca filmul din 1968, devenind o întreagă serie. În 1982, Clarke a scris o continuare la 2001 intitulată 2010: A doua odisee, care a fost ecranizată în 1984. Clarke a mai scris două continuări, neecranizate: 2061: A treia odisee (publicată în 1987) și 3001: Odiseea finală (publicată în 1997). În 2010 se menționează că orașul de origine al astronautului David Bowman se află în Florida, locația Centrului Spațial Kennedy, ceea ce a provocat interesul manifestat de el față de zborul spațial.
În anul 2061, Cometa Halley va intra din nou în Sistemul solar interior. Clarke s-a folosit de acest eveniment pentru a descrie expediția doctorului Heywood Floyd - a cărui viață a fost prelungită de traiul într-un spital spațial după evenimentele din 2010 - și a altor persoane spre cometă. Între timp, nava spațială pe care se află nepotul lui Floyd este deturnată și obligată să se prăbușească pe satelitul lui Jupiter Europa. Acolo, nepotul lui Floyd și ceilalți membri ai echipajului descoperă unde se află Dave Bowman ("Copilul stelelor"), inteligența artificială HAL 9000 și viața indigenă de pe Europa, care este protejată de monolitul extraterestru care orbitează în jurul lui Jupiter.
În sfârșit, în 3001: Odiseea finală, Clarke revine la sistemul solar după un mileniu de la evenimentele din 2001. Se dovedește că astronautul Frank Poole nu ar fi murit în afara navei spațiale Discovery One, corpul său fiind liofilizat în vidul din spațiul cosmic și rămânând să plutească pe lângă Jupiter. Interacțiunea gravitațională cu planeta gigantică îl trimite în spațiul îndepărtat, ajungând ca, după 1.000 de ani, să treacă de orbita lui Neptun.
Corpul lui Poole este descoperit de o altă navă spațială umană în anul 3001, știința medicală fiind destul de avansată la acea dată pentru a permite readucerea lui la viață. Poole revine pe Pământ, marea parte a restului romanului descriind experiențele sale legate de cum arată planeta sa natală în anul 3001. Este menționat și faptul că orașul de origine al lui Poole este Flagstaff, Arizona, interesul pentru astronautică și spațiul cosmic fiindu-i stârnit de observatorul astronomic Lowell de acolo.

## Eseuri și povestiri
În timpul vieții sale, Clarke a publicat câteva cărți care conțin eseuri, discursuri, adrese, etc., printre cele mai importante numărându-se The Challenge of the Spaceship (1959), Voices from the Sky (1965), Report on Planet Three (1972) și 1984: Spring – A Choice of Futures (1984). Câteva dintre cărțile sale de non-ficțiune conțin capitole care reprezintă eseuri de sine stătătoare, cum ar fi The Promise of Space (1968, ed. rev. 1970) și Profiles of the Future (1962, ed. rev. 1973, 1983 și 1999).
În cartea Greetings, Carbon-Based Bipeds! (2000) se găsește o selecție de 110 eseuri și capitole din cărțile lui Clarke scrise între 1934 și 1998 (63 dintre ele nepublicate anterior în vreun volum), împreună cu o nouă introducere și o serie de note care le prefațează. Altă culegere de eseuri, toate antologate anterior, este și By Space Possessed (1993). Textele tehnice ale lui Clarke, împreună cu câteva eseuri și un material autobiografic, sunt colectate în Ascent to Orbit: A Scientific Autobiography (1984).
Aproape toate povestirile scurte pot fi găsite în cartea The Collected Stories of Arthur C. Clarke (2001). Altă culegere de eseuri din tinerețe a fost publicată în The View from Serendip (1977), care conține și un text de ficțiune "When the Twerms Came". Clarke a mai scris povestiri folosind și pseudonimele E. G. O'Brien și Charles Willis.

## Conceptul satelitului de comunicație geostaționar

Orbită geostaționară

Clarke a contribuit la popularitatea ideii că sateliții geostaționari ar putea constitui excelente relee de telecomunicații. Prima dată a descris acest lucru într-o scrisoare către editorul revistei Wireless World din februarie 1945 și a elaborat conceptul într-un articol intitulat Extra-Terrestrial Relays – Can Rocket Stations Give Worldwide Radio Coverage?, publicat în Wireless World în octombrie 1945. În ziua de azi, orbita geostaționară este numită și orbita sau centura Clarke, în cinstea lui.

Nu se știe cu exactitate dacă articolul a inspirat într-adevăr sateliții moderni de telecomunicații. După spusele lui John R. Pierce de la Laboratoarele Bell, care a fost implicat în proiectele Echo și Telstar, el ar fi ținut un discurs pe marginea subiectului în 1954 (publicat în 1955) folosind idei care „pluteau în aer”, dar nu știa la acea dată despre articolul lui Clarke. Într-un interviu acordat cu puțin timp înaintea morții, Clarke a fost întrebat dacă ar fi bănuit vreodată că sateliții de comunicații vor deveni atât de importanți într-o zi; el a răspuns 
„Am fost întrebat adesea de ce n-am încercat să patentez ideea sateliților de comunicații. Răspunsul meu este invariabil că „patentul reprezintă o licență pentru darea în judecată”.”
Deși diferită de ideea lui Clarke cu privire la releele de telecomunicații, ideea folosirii sateliților geostaționari pentru comunicații fusese descrisă anterior. De exemplu, conceptul de satelit geostaționar fusese descris în cartea din 1923 a lui Hermann Oberth Die Rakete zu den Planetenräumen (Racheta în spațiul interplanetar), iar ideea comunicațiilor radio folosind acești sateliți în cartea din 1928 a lui Herman Potočnik (scrisă sub pseudonimul Hermann Noordung) Das Problem der Befahrung des Weltraums — der Raketen-Motor (Problema călătoriei spațiale - Motorul rachetei Arhivat în 29 decembrie 2021, la Wayback Machine.), secțiuni: Bun pentru comunicații pe distanțe mari și siguranță și (probabil cu referire la ideea retransmiterii mesajelor via sateliți, dar nu că 3 ar fi numărul optim) Observând și studiind suprafața Pământuluiing and Researching the Earth's Surface publicată în Berlin. Clarke prezentase conceptul inițial în cartea sa Profiles of the Future.

## Premii și alte distincții
Clarke a câștigat mai bine de o duzină de premii literare anuale pentru opera sa SF, precum și cinci premii pentru întreaga activitate
- 1961 - a câștigat premiul UNESCO–Kalinga pentru popularizarea științei.[122]
- În 1963 - a câștigat medalia Stuart Ballantine.[123]
- 1956 - a câștigat premiul Hugo pentru povestirea "Steaua".[124]
- după publicarea în 1968a romanului 2001, Clarke a fost solicitat ca și comentator pe teme științifice sau legate de tehnologie, în special în perioada programului spațial Apollo. Faima dobândită de 2001 a fost suficientă pentru ca modulul de comandă al navetei Apollo 13 să fie numit "Odyssey" ("Odiseea").[125]
- 1969 - a împărțit cu Stanley Kubrick o nominalizare la premiul Oscar la secțiunea "Cel mai bun scenariu" pentru Odiseea spațială 2001.[126]
- 1985 - Science Fiction Writers of America la numit al 7-lea Grand Master.[127]
- 1988 - a primit titlul onorific de Doctor în Litere de la Universitatea Bath.[128]
- 1988-1989 - cititorii revistei lunare britanice Interzone l-au votat cel mai bun al doilea autor SF al tuturor timpurilor.[63]
- 1989 - a devenit Comandant al Ordinului Imperiului Britanic,[67] fiind ridicat la rangul de cavaler în 2000.[34][70][71] Sănătatea lui Clarke nu i-a permis să călătorească la Londra pentru a primi titlul de la Regină, așa încât Înaltul Comisar din Sri Lanka l-a investit în funcție în cadrul unei ceremonii ținute la Colombo.[35]
- 1994 - a fost nominalizat la Premiul Nobel pentru Pace de către profesorul de drept Glenn Reynolds.[129]
- 1997 - Science Fiction and Fantasy Hall of Fame l-a inclus pe Clarke în a doua sa listă cu două personalități decedate și două în viață. Dintre personalitățile aflate încă în viață, Clarke și Andre Norton le-au urmat lui A. E. van Vogt și Jack Williamson.[130]
- 2000 - a fost numit Susținător de Onoare al Asociației Umaniste Britanice.[131]
- Naveta 2001 Mars Odyssey a fost denumită astfel în cinstea operei lui Clarke.
- 2003 - a primit Telluride Tech Festival Award of Technology; în cadrul ceremoniei a apărut pe scenă prin intermediul unei holograme 3-D împreună cu un grup de vechi prieteni printre care s-au numărat Jill Tarter, Neil Armstrong, Lewis Branscomb, Charles Townes, Freeman Dyson, Bruce Murray și Scott Brown.
- 2004 - a câștigat premiul Heinlein pentru merite deosebite obținute în SF-ul cu tentă hard sau științifică.[132]
- 14 noiembrie 2005 - Sri Lanka i-a oferir lui Clarke cea mai amre distincție civilă, Sri Lankabhimanya (Mândria Sri Lankăi), pentru contribuțiile aduse științei și tehnologiei și pentru patriotismul dovedit față de țara sa adoptivă.[36]
- Clarke a fost membru onorific al consiliului Institutului pentru Cooperare în Spațiu fondat de Carol Rosin și a făcut parte din consiliul director al Societății Naționale Spațiale, o organizație juridică spațială fondată de Wernher von Braun.

### Numite după Clarke

#### Premii
- Premiul Arthur C. Clarke pentru scrierile SF, acordat anual în Marea Britanie.

În 1986, Clarke a oferit fondurile necesare premiului în bani (1.000£ în primă fază) al distincției oferite celui mai bun roman SF publicat în Marea Britanie în anul precedent. În 2001 premiul a fost mărit la 2001£, valoarea sa rămânând de atunci egală cu anul (de ex. 2005£ în 2005).
- Premiul Sir Arthur Clarke pentru realizări în spațiu, acordat anual în MArea Britanie.

În 2005, Clarke a acceptat ca numele său să fie folosit pentru acest premiu, supranumit și "Oscarul spațiului". Fratele său a participat la ceremonia de decernare și a oferit un premiu ales special de Arthur (nu de membrii juriului, care au ales alte premii) Societății Interplanetare Britanice.
- Premiile Fundației Arthur C. Clarke: "Premiul Arthur C. Clarke pentru inovații" și "Premiul Arthur C. Clarke pentru întreaga activitate"[133]
- Trofeul memorial Sir Arthur C. Clarke Memorial acordat pentru competiția astronomică interșcolară ținută anual în Sri Lanka și organizată de Asociația Astronomică a Colegiului Ananda din Colombo. Competiția a început în 2001 ca "Trofeul Sir Arthur C. Clarke acordat pentru competiția astronomică interșcolară", denumirea fiindu-i schimbată după moartea scriitorului.[134][135]

#### Altele
- Un asteroid a fost numit, în onoarea lui Clarke, 4923 Clarke (numărul îi fusese alocat înainte și independent de nume - 2001, deși potrivit, fusese denumit anterior după Albert Einstein).
- O specie de dinosaur ceratopsian descoperit la Inverloch, Australia a fost denumit după Clarke Serendipaceratops arthurcclarkei.
- Learning Resource Centre din cadrul Colegiului Richard Huish din Taunton, pe care Clarke l-a frecventat pe vremea când se numea Școala Huish, a fost denumit după el.
- Clarke a fost un vicepreședinte distins al Societății H. G. Wells, fiind influențat de Wells ca scriitor SF.
- Institutul de Tehnologii Moderne Arthur C. Clarke, unul dintre cele mai importante institute de cercetare din Sri Lanka, a fost denumit după el.
- Personajul principal din seria de jocuri video Dead Space, Isaac Clarke, a fost botezat după  Arthur C. Clarke și Isaac Asimov.
- O șosea de centură din jurul orașului Colombo, Sri Lanka va fi numită 'Autostrada Arthur C. Clarke' în onoarea lui Clarke.[136][137]